# Coptopsylla iranica
Coptopsylla iranica är en loppart som beskrevs av Farhang-azad 1966. Coptopsylla iranica ingår i släktet Coptopsylla och familjen Coptopsyllidae. Inga underarter finns listade i Catalogue of Life.